# دیگو لوپز (بازیکن فوتبال، زاده ۱۹۹۲)
دیگو لوپز (انگلیسی: Diego López؛ زادهٔ ۱۹ مهٔ ۱۹۹۲) بازیکن فوتبال اهل آرژانتین است.